# Camellia Bowl 2018
Match précédent Match suivant
Le Camellia Bowl 2018 est un match de football américain de niveau universitaire joué après la saison régulière de 2018, le 15 décembre 2018 au Cramton Bowl de Montgomery dans l'État de l'Alabama aux États-Unis.
Il s'agit de la 5e édition du Camellia Bowl.
Le match met en présence l'équipe des Eagles d'Eastern Michigan issue de la Mid-American Conference et celle des Eagles de Georgia Southern issue de la Sun Belt Conference.
Il débute à 16 h 40, heure locale, et est retransmis à la télévision sur ESPN.
Sponsorisé par la société Raycom Media (en), le match est officiellement dénommé le Raycom Media Camellia Bowl 2018.
Les Eagles de Georgia Southern remportent le match 23 à 21.

## Présentation du match
| Équipes                                                                                             | Conférences | Entraîneurs          | Stats. saison rég. | Classements avant le bowl CFP-AP-Coaches |
| --------------------------------------------------------------------------------------------------- | ----------- | -------------------- | ------------------ | ---------------------------------------- |
| Eagles d'Eastern Michigan                                                                           | MAC         | Chris Creighton (en) | 7 - 5              | NC                                       |
| Eagles de Georgia Southern                                                                          | Sun Belt    | Chad Lunsford (en)   | 9 - 3              | NC                                       |
| Arbitre : A. Calabrese Équipe donnée favorite par les bookmakers : Eastern Michigan par 3,5 points. |             |                      |                    |                                          |

Il s'agit de la première rencontre entre ces deux équipes.

### Eagles d'Eastern Michigan
Avec un bilan global en saison régulière de 7 victoires et 5 défaites (5-3 en matchs de conférence), Eastern Michigan est éligible et accepte, le 2 décembre, l'invitation pour participer au Camellia Bowl de 2018.
Ils terminent 3e de la West Division de la Mid-American Conference derrière Northern Illinois et Western Michigan.
À l'issue de la saison 2018 (bowl non compris), ils n'apparaissent pas dans les classements CFP, AP et Coaches.
Il s'agit de leur première apparition au Camellia Bowl.
| Poste       | Joueur        | Statistiques                                                     |
| ----------- | ------------- | ---------------------------------------------------------------- |
| Quarterback | Tyler Wiegers | 171/264 passes réussies pour 1887 yards, 11 TDs, 3 interceptions |
| Coureur     | Shaq Vann     | 135 courses pour 590 yards nets gagnés et 5 TDs                  |
| Receveur    | Blake Banham  | 54 réceptions pour 714 yards et 5 TDs                            |

### Eagles de Georgia Southern
Avec un bilan global en saison régulière de 9 victoires et 3 défaites (6-2 en matchs de conférence), Eastern Michigan est éligible et accepte, le 2 décembre, l'invitation pour participer au Camellia Bowl de 2018.
Ils terminent 3e de la West Division de la Sun Belt Conference derrière Appalachian State et Troy.
À l'issue de la saison 2018 (bowl non compris), ils n'apparaissent pas dans les classements CFP, AP et Coaches.
Il s'agit de leur première apparition au Camellia Bowl. L'équipe n'avait participé qu'à un seul bowl auparavant, le GoDaddy Bowl de décembre 2015 (victoire 58-27 sur les Falcons de Bowling Green).
| Poste       | Joueur        | Statistiques                                                  |
| ----------- | ------------- | ------------------------------------------------------------- |
| Quarterback | Shai Werts    | 65/109 passes réussies pour 954 yards, 10 TDs, 0 interception |
| Coureur     | Wesley Fields | 177 courses pour 959 yards nets gagnés et 9 TDs               |
| Receveur    | W. Fields     | 10 réceptions pour 237 yards et 1 TDs                         |

## Résumé du match
Résumé et photo sur la page du site francophone The Blue Pennant.
Début du match à 16 h 40, fin à 19 h 30 pour une durée totale de jeu de 3 h.
Températures de 12 °C, vent d'OSO de 8 km/h , ciel nuageux
| QT          | Temps       | Drive       | Drive       | Drive       | Équipe      | Description de l'action | Score | Score |
| QT          | Temps       | Jeux        | Yards       | TDP         | Équipe      | Description de l'action | EMU   | GASO  |
| ----------- | ----------- | ----------- | ----------- | ----------- | ----------- | --- | ----- | ----- |
| 1           | 01:52       | 15          | 95          | 09:01       | GASO        | TD à la suite d'une course de 26 yards par QB Shai Werts + 1 point de conversion par K Tyler Bass                                   | 7     | 0     |
| 2           | 07:53       | 6           | 50          | .3:15       | EMU         | TD de 1 yard par Tyler Lyle à la suite d'une réception de passe de QB Mike Glass + 1 point de conversion par K Chad Ryland          | 7     | 7     |
| 2           | 03:48       | 7           | 82          | 04:05       | GASO        | TD à la suite d'une course de 5 yards par QB Shai Werts + 1 point de conversion par K Tyler Bass                                    | 14    | 7     |
| 2           | 00:00       | 9           | 29          | 02:46       | GASO        | FG de 50 yards par K Tyler Bass | 17    | 7     |
| 3           | 14:17       | 1           | 75          | 00:15       | EMU         | TD de 75 yards par WR Arthur Jackson à la suite d'une réception de passe de QB Mike Glass + 1 point de conversion par K Chad Ryland | 17    | 14    |
| 4           | 09:49       | 8           | 38          | 04:12       | GASO        | FG de 35 yards par K Tyler Bass | 20    | 14    |
| 4           | 03:33       | 16          | 75          | 06:16       | EMU         | TD de 5 yards par WR Arthur Jackson à la suite d'une réception de passe de QB Mike Glass + 1 point de conversion par K Chad Ryland  | 20    | 21    |
| 4           | 00:00       | 9           | 52          | 03:33       | GASO        | FG de 40 yards par K Tyler Bass | 23    | 21    |
| Score final | Score final | Score final | Score final | Score final | Score final | Score final | 23    | 21    |

## Statistiques
| Nom        | Équipe           | Poste |
| ---------- | ---------------- | ----- |
| Shai Werts | Georgia Southern | QB    |

| Statistiques                           | EMU                                                | GASO                                                  |
| -------------------------------------- | -------------------------------------------------- | ----------------------------------------------------- |
| 1er down                               | 14                                                 | 18                                                    |
| 1er down à la course                   | 5                                                  | 16                                                    |
| 1er down à la passe                    | 9                                                  | 2                                                     |
| 1er down suite pénalité                | 0                                                  | 0                                                     |
| Conversion de 3e down                  | 4/11                                               | 4/12                                                  |
| Conversion de 4e down                  | 1/2                                                | 1/1                                                   |
| Jeux–yards                             | 50 jeux pour 301 yards                             | 65 jeux pour 364 yards                                |
| Yards à la course                      | 24 courses pour 97 yards moyenne de 4 yards/course | 58 courses pour 331 yards moyenne de 5,7 yards/course |
| Yards à la passe                       | 204                                                | 33                                                    |
| Passes : Réussies-Tentées-Interceptées | 17/26 passes complétées, 0 interception            | 4/7 passes complétées, 0 interception                 |
| Réussite en zone rouge/chances         | 2/2                                                | 2/2                                                   |
| TD                                     | 3                                                  | 2                                                     |
| Field Goals                            | 0/0                                                | 3/3                                                   |
| Sacks (Nombre-Yards)                   | 1 pour 2 yards adverses perdus                     | 1 pour 1yard adverse perdu                            |
| Fumbles (Nombre/Perdus)                | 0/0                                                | 0/0                                                   |
| Pénalités (Nombre/Yards perdus)        | 4 pour 25 yards perdus                             | 4 pour 25 yards perdus                                |
| Temps de possession                    | 22:22                                              | 37:28                                                 |

| Quarterbacks        | Quarterbacks       | Quarterbacks                                                                               |
| ------------------- | ------------------ | ------------------------------------------------------------------------------------------ |
| EMU                 | Mike Glass         | 17/25 passes complétées, 204 yards, 0 interception, 3 TD, 0 sack subi, évaluation QB=176,1 |
| GASO                | Shai Werts         | 4/7 passes complétées, 33 yards, 0 interception, 0 TD, 1 sack subi, évaluation QB=96,7     |
| Meilleurs coureurs  |                    |                                                                                            |
| EMU                 | Willie Parker      | 9 courses pour 44 yards nets gagnés, 0 TD, moyenne de 4,9 yards/course                     |
| GASO                | Wesley Kennedy III | 9 courses pour 107 yards nets gagnés, 0 TD, moyenne de 11,9 yards/course                   |
| Meilleurs receveurs |                    |                                                                                            |
| EMU                 | Arthur Jackson     | 3 réceptions pour 86 yards gagnés, 2 TD                                                    |
| GASO                | Ellis Richardson   | 1 réceptions pour 15 yards gagnés, 0 TD                                                    |
| Meilleurs tacklers  |                    |                                                                                            |
| EMU                 | Kyle Rashwal       | 12 tacles dont 4 en solo                                                                   |
| GASO                | Rashad Byrd        | 7 tacles                                                                                   |